# OnlyFans
Az OnlyFans egy internetestartalom-előfizetési szolgáltatás, amelynek székhelye Londonban, Angliában található. A szolgáltatás széles körben ismert a pornográf tartalmak készítésével foglalkozók körében való népszerűségéről.
A platformon található tartalom felhasználók által generált, és havi előfizetések, borravalók és pay-per-view szolgáltatások révén monetizálják. A tartalomkészítők ezeknek a díjaknak 80%-át kapják meg, és évente átlagosan 1300 dollárt keresnek. Az OnlyFans népszerűsége a Covid19-járvány idején nőtt meg. 2023 májusában a webhelyen több mint hárommillió regisztrált alkotó és 220 millió regisztrált felhasználó volt.
2021 augusztusában az Egyesült Államok Kongresszusában kampány indult az OnlyFans vizsgálatára, és arról számoltak be, hogy 2021 októberétől az OnlyFans már nem engedélyezi a szexuálisan explicit tartalmakat, mivel az OnlyFans által a felhasználói fizetésekhez használt bankok nyomást gyakoroltak rá. Ez a döntés azonban hat nappal később visszavonásra került a felhasználók és az alkotók egyaránt negatív reakciói miatt.

## Történet

### Fontos szereplők
2016 novemberében Tim Stokely megalapította az OnlyFans platformot, amelynek célja, hogy a művészek „közvetlenül pénzzé tehessék tartalmaikat és interakcióikat”. Stokely induló tőkéje egy 10 000 font értékű kölcsön volt, amelyet apjától, Guy Stokelytől kapott. Korábban már alapított weboldalakat, a GlamGirls-t és a Customs4U-t. Tim testvére, Thomas Stokely lett a vállalat operatív igazgatója, apja, Guy Stokely pedig a pénzügyi vezető pozícióját töltötte be.
Kezdetben az OnlyFans tiltotta a platformján a kifejezetten szexuális tartalmú anyagokat, és igyekezett zenészeket és influenszereket vonzani.2017-re azonban az OnlyFans feloldotta a pornográfia tilalmát.
Két évvel később Leonid Radvinsky üzletember, a MyFreeCams tulajdonosa megvásárolta a Fenix International Limited 75%-os tulajdonrészét, és az egyik igazgatója lett. Az Independent szerint ezután az OnlyFans „popkulturális hírnevet szerzett magának, mint a pornográfia fészke”.
2021 decemberében Tim Stokely bejelentette, hogy lemond tisztségéről, és Amrapali Gan veszi át a helyét. 2023 júliusában Keily Blair ügyvédet nevezték ki vezérigazgatónak.

### 2020-as évek
Az amatőr és professzionális szexmunkások hajtották az OnlyFans korai növekedését, amelyet a Covid19-járvány és az általa okozott recesszió tovább gyorsított. 2020 március és április között a felhasználói és alkotói bázis 75%-kal nőtt.
A webhely gyorsan növekedett, miután Beyoncé megemlítette Megan Thee Stallion 2020 áprilisában megjelent „Savage” című dalának remixében. A forgalom 15%-kal nőtt, és Tim Stokely vezérigazgató szerint az OnlyFans naponta körülbelül 200 000 új felhasználót és 6000–8000 új alkotót regisztrált. 2020-ban számos híresség, köztük Cardi B, Rebecca Minkoff és Tyler Posey, valamint olyan médiavállalatok, mint a Munchies is csatlakoztak a platformhoz, ami tovább növelte az oldal iránti érdeklődést.2020 decemberére az OnlyFans 85 millió felhasználóval és több mint 1 millió alkotóval rendelkezett, és az év során több mint 2 milliárd dolláros árbevételt generált.
A Sky News 2020-ban arról számolt be, hogy az OnlyFans három évig nem fizetett hozzáadottérték-adót, és ezért súlyos büntetésekkel számolhat a pénzügyi hatóságok részéről; 2020 júliusában, a brit adóhatósággal folytatott „megbeszélések” után kezdte el felszámítani a hozzáadottérték-adót.
2021 márciusára az OnlyFans felhasználói bázisa meghaladta a 120 milliót, és a tartalomkészítők összesen 3 milliárd dollár bevételt értek el. Az OnlyFans kijelentette, hogy havonta több mint 200 millió dollárt fizet ki a tartalomkészítőknek. 2021-ben bevételük körülbelül 900 millió dollár volt, ami növekedést jelent az előző évi 350 millió dollárhoz képest, és a vállalat piaci értéke elérte az 1 milliárd dollárt. Tulajdonosa, Leonid Radvinsky 500 millió dollár osztalékot kapott a 2021 és 2022 közötti körülbelül kétéves időszakban.
2021 áprilisában a Time magazin az OnlyFanst felvette a Time 100 legbefolyásosabb vállalatok listájára.A Financial Times az OnlyFanst Európa egyik leggyorsabban növekvő vállalatának nevezte 2022-ben és 2023-ban.
2023 májusában az OnlyFans 3 millió regisztrált alkotóval és 220 millió regisztrált fogyasztóval rendelkezett. 2023-ban az alkotók átlagosan közel 1300 dollárt kerestek évente.
2024-ben az OnlyFans 1,3 milliárd dolláros bevételt könyvelt el a 2023. november 30-ig tartó pénzügyi évben, ami 20%-os növekedést jelent az előző évhez képest. Az OnlyFans 2023-ban 150 millió dollár brit társasági adót fizetett. 2025-ben a Reuters arról számolt be, hogy a Fenix International tárgyalásokat folytatott a vállalat eladásáról egy Los Angeles-i befektetői csoportnak, amelyet a Forest Road Company vezetett, körülbelül 8 milliárd dolláros értékeléssel.

## Biztonság és védelem

### Gyermekek szexuális bántalmazását ábrázoló anyagok
Az életkor és személyazonosság ellenőrzési folyamat részeként a leendő alkotóknak több mint 9 darab személyazonosító információt és dokumentumot kell benyújtaniuk, mielőtt tartalmat tehetnek közzé az OnlyFans oldalon. Ez magában foglalja a teljes nevet, születési dátumot, bankszámlaadatokat, címet, e-mail-címet, érvényes személyi igazolványt, önálló szelfit, szelfit a fényképes igazolvány tartásával, valamint a közösségi média felhasználóneveket. Országtól függően a rajongóknak különböző személyazonosító adatokat, megerősítéseket, fizetési adatokat és dokumentumokat kell megadniuk ahhoz, hogy megtekinthetik a OnlyFans médiatartalmait.
2021-ben a BBC News arról számolt be, hogy sikerült kijátszania a rendszert. Az OnlyFanst a brit rendőrség bírálta azért, mert nem tett eleget a gyermekek védelméért; azonban az ország kormányzati szabályozó szerve, az Ofcom 2022-ben dicsérte a webhelyet a harmadik féltől származó ellenőrző eszközök használatáért.
A BBC Three egy 2020-as dokumentumfilmjében azt állította, hogy a világszerte „nudes4sale” (vagy hasonló) hirdetéseket közlő Twitter-profilok harmada kiskorúakhoz tartozik, akik közül sokan az OnlyFanst használták tartalmaik megosztására. 2021 májusában a BBC egy vizsgálat után arról számolt be, hogy az OnlyFans „nem akadályozza meg a kiskorú felhasználókat abban, hogy explicit videókat áruljanak és szerepeljenek bennük”. Ez magában foglalta a brit rendőrség, iskolák és a Childline jelentéseit is. Azonban a National Center for Missing & Exploited Children (Nemzeti Központ az Eltűnt és Kizsákmányolt Gyermekekért) évente kevesebb mint 100 esetet jelentett gyermekek szexuális bántalmazásával kapcsolatos anyagokról az OnlyFans-on, míg a MindGeek tulajdonában lévő cégek körülbelül 13 000 esetet, a Twitter 65 000-et, a Facebook pedig 20 millió esetet jelentett.
2021. augusztus 10-én Ann Wagner amerikai képviselő bejelentette, hogy egy kétpárti koalíció nyomást gyakorol az Igazságügyi Minisztériumra, hogy vizsgálja ki az OnlyFans gyermekek kizsákmányolásával kapcsolatos ügyeit, hivatkozva a bűnüldöző szervek és a gyermekek biztonságával foglalkozó szervezetek egyre több jelentésére, miszerint kiskorúakat árulnak az OnlyFans-on, valamint szexuális emberkereskedelem és képalapú visszaélések eseteire. Több mint 100 kongresszusi tag írta alá a petíciót.  A keresztény nyomásgyakorló csoport, az Exodus Cry, valamint a katolikus szervezetként alapított Nemzeti Központ a Szexuális Kizsákmányolás Ellen (National Center on Sexual Exploitation) voltak a kampány befolyásos szereplői a weboldal ellen.
2021 augusztusában az OnlyFans közzétette első átláthatósági jelentését a vállalat biztonsági megfelelési programjáról. Az OnlyFans közölte, hogy gépi tanulási osztályozókat használ a gyermekek szexuális bántalmazásával kapcsolatos anyagok (CSAM) felkutatására, valamint hash-értékeket a CSAM-tartalmak nyomon követésére, és ezeket az információkat továbbítja a Nemzeti Eltűnt és Kizsákmányolt Gyermekek Központjának (NCMEC). 2021 júliusában azonban csak egy hash-értéket és 14 fiók adatait továbbította az NCMEC-nek a CSAM miatt felfüggesztett 15 fiók közül. A Gizmodo és a The Verge kommentálta a jelentések adatainak tisztázatlanságát, amelyek 2021 júliusára korlátozódnak, és a bűnüldöző szervek és jótékonysági segélyvonalak adatkéréseit ötvözik.
A vállalat 2022-ben 500 000 dollárt adományozott a Child Rescue Coalitionnak egy olyan projektre, amelynek célja a gyermekeket szexuálisan fenyegető felnőttkori online viselkedés vizsgálata volt.2023-ban partnerségre lépett a StopNCII.org-gal, egy online eszközzel, amely hash-függvényrendszert használ a bosszúpornó és más, nem konszenzusos képek terjesztésének megakadályozására.

## Fordítás
Ez a szócikk részben vagy egészben  az   Onlyfans című angol Wikipédia-szócikk fordításán alapul.  Az eredeti cikk szerkesztőit annak laptörténete sorolja fel. Ez a jelzés csupán a megfogalmazás eredetét és a szerzői jogokat jelzi, nem szolgál a cikkben szereplő információk forrásmegjelöléseként.